# Sally Ride
Sally Kristen Ride (* 26. Mai 1951 in Los Angeles, Kalifornien; † 23. Juli 2012 in La Jolla, Kalifornien) war eine US-amerikanische Astrophysikerin und Astronautin. Sie war die erste US-Amerikanerin im Weltraum und nach den Kosmonautinnen Walentina Tereschkowa und Swetlana Sawizkaja die dritte Frau, die einen Raumflug absolvierte.

## Leben
Ride wurde 1951 als Tochter eines Politikwissenschaft-Professors und einer Beraterin eines Frauengefängnisses in Encino, einem Stadtteil von Los Angeles, Kalifornien geboren, wo sie auch ihre Kindheit verbrachte. Ride besuchte bis 1968 die Westlake School for Girls, die heutige Harvard-Westlake School. In dieser Zeit war sie eine erfolgreiche Tennisspielerin, die von Billie Jean King gefördert wurde. Ihr Studium begann sie am privaten Swarthmore College in Pennsylvania, wechselte dann aber an die Stanford University in Palo Alto, wo sie 1973 zwei Bachelor-Diplome in Englisch und in Physik erhielt. Danach spezialisierte sie sich auf astrophysikalische Fragestellungen und Laser-Anwendungen. 1975 erwarb sie in Physik einen Master und wurde drei Jahre später promoviert.

### NASA-Tätigkeit
Ride bewarb sich 1977 als Astronauten-Anwärterin bei der NASA und wurde im Januar 1978 in die achte Astronautengruppe aufgenommen. Es handelte sich dabei um die ersten auszubildenden Raumfahrer seit August 1969 und die ersten, die für das neue Space-Shuttle-Programm ernannt wurden. Erstmals wurden von der NASA auch Frauen ausgewählt; neben Ride gehörten dieser Gruppe fünf weitere Frauen an.
Nach Abschluss ihres allgemeinen Astronautentrainings zur Missionsspezialistin arbeitete Ride als Capcom im Kontrollzentrum in Houston, wo sie die Shuttle-Missionen STS-2 im November 1981 und STS-3 im März 1982 betreute.
Ihren ersten Raumflug absolvierte Ride im Juni 1983 als Mitglied der Mission STS-7 an Bord der Raumfähre Challenger und wurde damit die erste Amerikanerin, die die Erdumlaufbahn erreichte. Bei ihrem Start am 18. Juni war sie 32 Jahre und 23 Tage alt und stellte damit auch den bis heute gültigen Rekord als jüngster US-Raumfahrer auf.

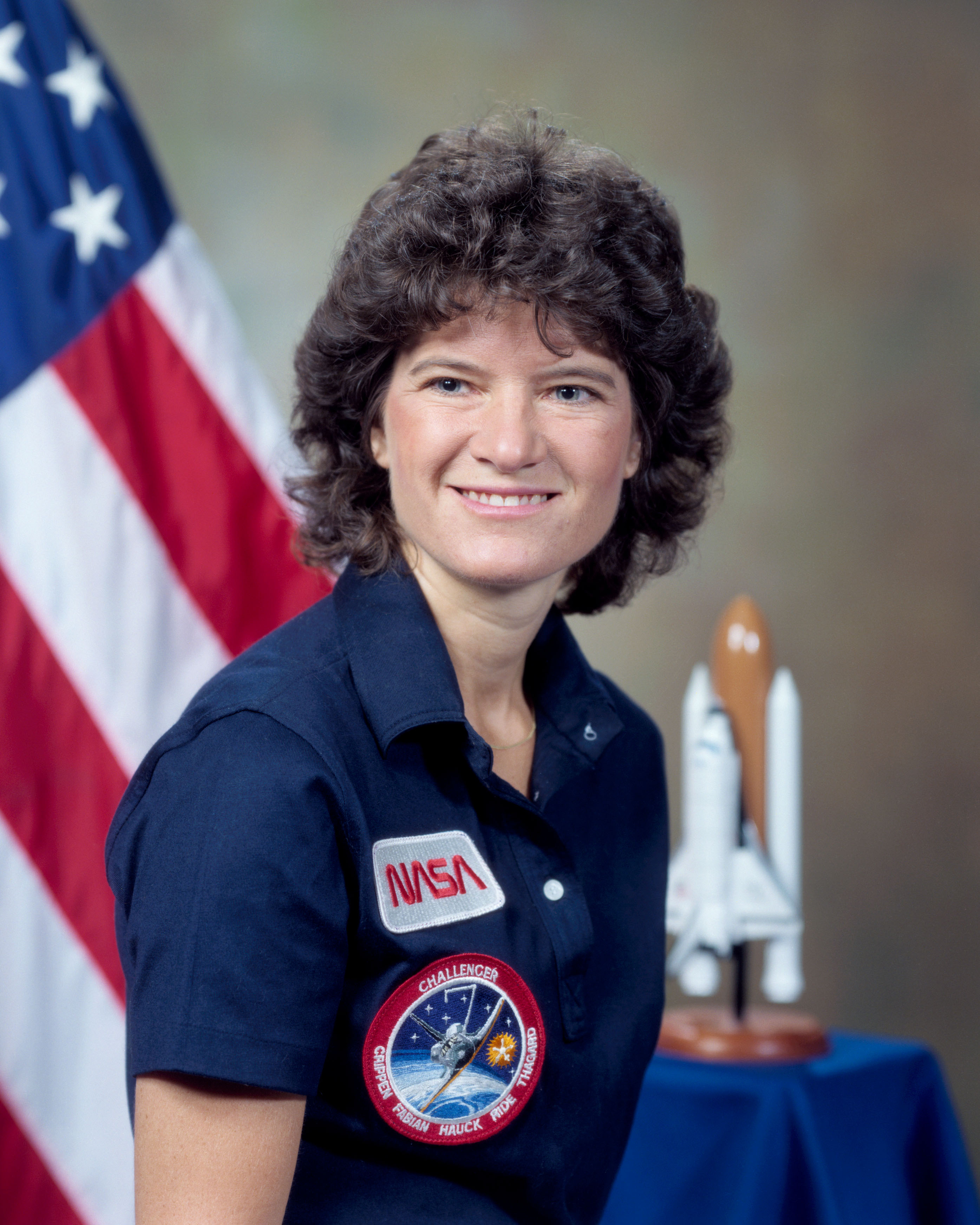
Sally Ride (1984)

Im Oktober 1984 folgte ein zweiter Raumflug im Rahmen der Mission STS-41-G, ebenfalls an Bord der Challenger. Insgesamt war sie mehr als 343 Stunden im All. 1985 wurde Ride für einen dritten Raumflug als Mitglied der Mission STS-61-M vorgesehen, der allerdings nach der Challenger-Katastrophe im Januar 1986 ersatzlos gestrichen wurde.
Nach der Challenger-Katastrophe wurde Ride u. a. mit Neil Armstrong von US-Präsident Ronald Reagan in die von William P. Rogers geleitete Untersuchungskommission des Unglücks berufen. 
Nach ihrem Tod im Jahr 2012 enthüllte Donald J. Kutyna, dass sie ihn diskret mit wichtigen Informationen über O-Ringe versorgt hatte, nämlich dass diese bei niedrigen Temperaturen steif werden, was schließlich zur Identifizierung der Ursache der Explosion führte. Um ihre Quelle zu schützen, gaben sie diese Informationen dann an Richard Feynman weiter. Dies ermöglichte letztendlich der Kommission einen erfolgreichen Abschluss der Untersuchung.
Nach Abschluss der Untersuchungen wechselte sie ins NASA-Hauptquartier nach Washington D.C. und übernahm die Leitung einer Arbeitsgruppe, die sich mit der langfristigen Planung von zukünftigen Projekten der NASA (z. B. Mars Pathfinder) beschäftigte.

### Nach der NASA
Im Jahre 1987 verließ Ride die NASA, um am Zentrum für Internationale Sicherheit und Waffenkontrolle der Stanford University in Palo Alto zu arbeiten.
Danach nahm Ride ihre Forschungstätigkeit im Bereich Astrophysik wieder auf und erhielt schließlich eine Professur für Physik an der
University of California, San Diego. Von 1989 bis 1996 war sie auch Leiterin des California Space Institute an der Scripps Institution of Oceanography in La Jolla. 2007 wurde sie emeritiert. Ride beschäftigte sich mit Hochenergiephysik und arbeitete an Theorien zu Plasma und interstellarer Materie. 2001 gründete sie ihr Unternehmen Sally Ride Science, das Lehrmaterialien für Kinder über das Weltall anbietet.
Nach dem Absturz der Raumfähre Columbia wurde Ride 2003 in die Untersuchungskommission des Unglücks berufen. Sie war damit die einzige Person, die beiden Unfallkommissionen angehörte.
Sally Ride war Autorin mehrerer Bücher zu Weltraumthemen, darunter dem Kinderbuch To Space and Back. Sie engagierte sich besonders für die Förderung des wissenschaftlichen Nachwuchses bei Mädchen. In den USA war sie aufgrund ihres Bekanntheitsgrades häufig Gastrednerin bei Veranstaltungen und trat gelegentlich in Fernsehshows (z. B. Sesamstraße) und Werbespots auf. Für ihr Buch The Third Planet: Exploring the Earth from Space erhielt sie 1995 zusammen mit ihrer Freundin und Geschäftspartnerin Tam O’Shaughnessy den Science Writing Award des American Institute of Physics.

### Ehrungen
Zu Ehren von Sally Ride wurde die Stelle auf dem Mond, auf der am 17. Dezember 2012 die beiden Sonden der GRAIL-Mission geplant einschlugen, nach ihr benannt.
Im August 2014 benannte die US Navy das Forschungsschiff USNS Sally Ride (T-AGOR-28) nach ihr.
1994 wurde sie Fellow der American Physical Society.
Am 20. November 2013 wurde Sally Ride von Präsident Obama posthum die Presidential Medal of Freedom verliehen.
Am 26. Mai 2015 würdigte Google Sally Ride zum 64. Geburtstag mit einem Google Doodle.
Sally Ride ist eine der vier Frauen im LEGO-Set 21312 „Die NASA-Frauen“.
Sally Ride wird in Billy Joels Song We Didn’t Start the Fire aus dem Jahr 1989 erwähnt, in dem wichtige Ereignisse der Zeitgeschichte aufgezählt werden.
Northrop Grumman benannte den Raumtransporter Cygnus NG-18 nach ihr.

### Privates
Ride war von 1982 bis 1987 mit dem Astronauten Steven Hawley verheiratet. Die Ehe war kinderlos. Von 1985 bis zu ihrem Tod führte sie eine Beziehung mit Tam O’Shaughnessy, mit der sie bereits als Kind befreundet gewesen war. Ihr Coming-out erfolgte erst in der Todesanzeige. Ride starb am 23. Juli 2012 an Bauchspeicheldrüsenkrebs. Ihre letzte Ruhestätte befindet sich auf dem Woodlawn Memorial Cemetery in Santa Monica, Kalifornien.

## Film
Im Fernsehfilm The Challenger von 2013 wird sie von Eve Best gespielt.

## Rekorde und Erstleistungen
- Erste US-Amerikanerin im Weltraum (STS-7)
- Erste US-Amerikanerin, die zweimal im All war (STS-41-G)
- Jüngster US-Raumfahrer (Alter beim Start: 32 Jahre und 23 Tage)

## Publikationen
- mit Susan Okie: To space & back, Lothrop, Lee & Shepard, New York, NY 1986, ISBN 0-688-06159-1 (englisch, Jugendbuch).